# 菊樹駅
菊樹駅（きくじゅ-えき）は、中華人民共和国広東省広州市茘湾区芳村スタジアムの西南にある、仏山地下鉄1号線の駅である。この駅は計画の時に芳村體育館駅や菊村駅と呼ばれた。

## 駅構造
島式ホーム1面2線の地下駅。ホームドア設置駅。

## 歴史
- 2010年11月3日 - 開業。

## 隣の駅
仏山地下鉄
■1号線
龍渓駅 - 菊樹駅 - 西塱駅